# جيانغ فان (واثب حواجز)
جيانغ فان (بالصينية: 江帆) هو واثب حواجز ‏ صيني، ولد في 16 سبتمبر 1989 في نانتشانغ في الصين.

## وصلات خارجية
- جيانغ فان على موقع الاتحاد الدولي لألعاب القوى (الإنجليزية)
- جيانغ فان على موقع الدوري الماسي (الإنجليزية)
- جيانغ فان على موقع اللجنة الأولمبية الصينية (الإنجليزية)